# Jael

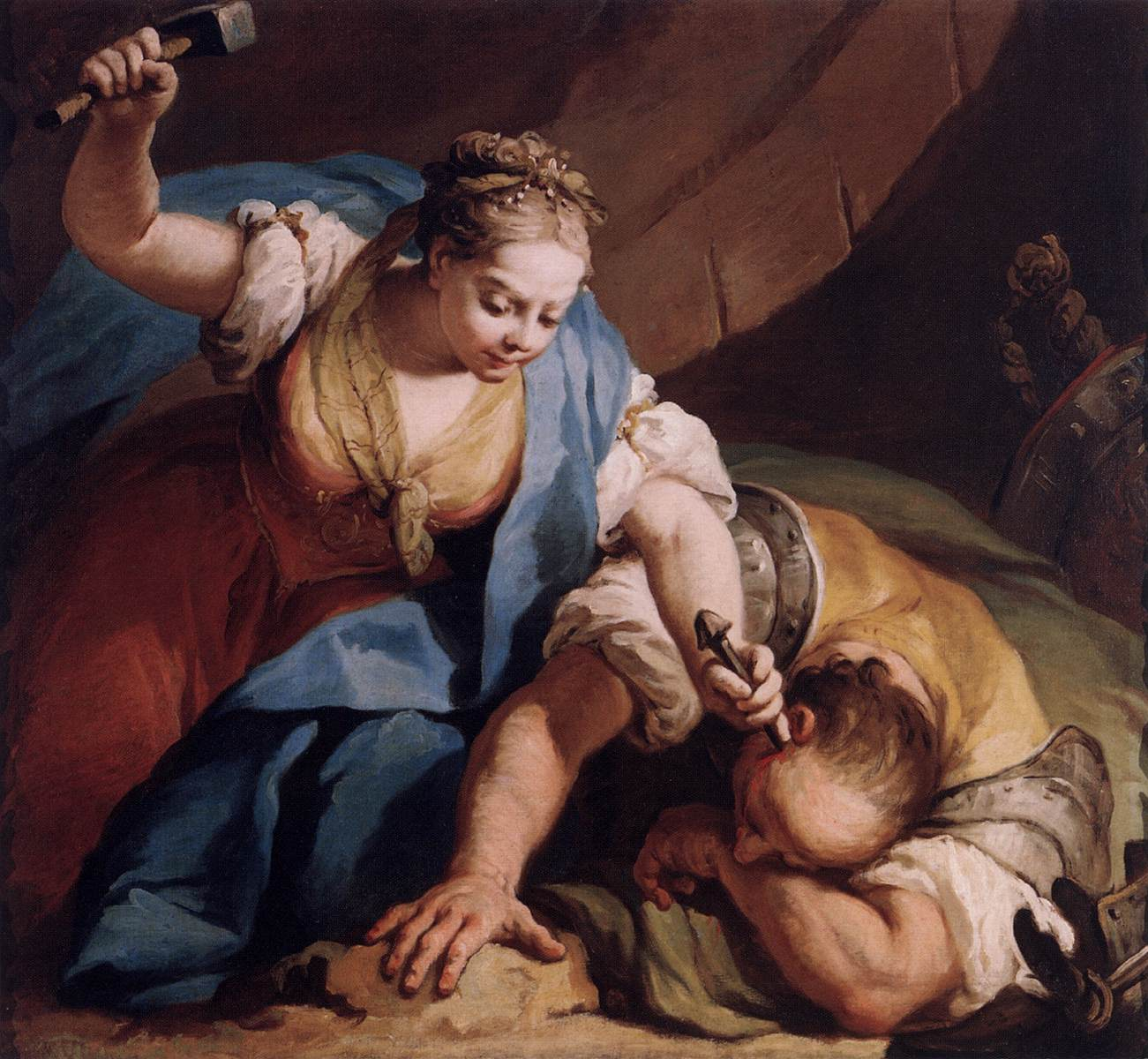
Jael e Sísera

Jael ou Yael (em hebraico:  יָעֵל, significa capra nubiana) é uma mulher mencionada no Livro de Juízes na Bíblia Hebraica, como a heroína que matou Sísera para libertar Israel das tropas do rei Jabim.

## Relato bíblico
Débora, profetisa e juíza, aconselha Baraque a mobilizar as tribos de Naftali e Zebulom no monte Tabor para batalhar contra o rei Jabim de Canaã. Baraque reclamou, dizendo que ele iria, desde que ela fosse também. Débora concordou, mas profetizou que a honra de derrotar o exército de Jabim iria então para uma mulher. O exército de Jabim foi liderado por Sísera (Juízes 4:2). Os exércitos se reuniram na planície de Esdraelon, onde as carruagens de ferro de Sísera ficaram prejudicadas pela lama causada por uma chuva durante a noite que fez o Wadi Kishon transbordar de suas margens. Os cananeus foram derrotados e Sísera fugiu do local.
Sísera chegou a pé na tenda de Heber, na planície de Zaanaim. Héber e sua casa estavam em paz com Jabim, rei de Canaã, que reinou em Hazor. Jael, no entanto, simpatizava com os israelitas por causa do período de vinte anos de dura opressão infligida a eles por Jabim, seu comandante Sísera e seus novecentos carros de ferro. Jael (cuja tenda seria separada da de Héber) acolheu Sísera em sua tenda e o cobriu com um cobertor. Como ele estava com sede, ela lhe deu uma jarra de leite. Exausto, Sísera deitou-se e logo adormeceu. Enquanto ele dormia, Jael pegou um martelo e enfiou uma estaca na têmpora, matando-o instantaneamente. O "Cântico de Débora" (Juízes 5: 24-26) relata:

Bendita seja entre as mulheres, Jael, mulher de Héber, o queneu; bendita seja entre as mulheres nas tendas.
Água pediu ele, leite lhe deu ela; em prato de nobres lhe ofereceu manteiga.
À estaca estendeu a sua mão esquerda, e ao martelo dos trabalhadores a sua direita; e matou a Sísera, e rachou-lhe a cabeça, quando lhe pregou e atravessou as fontes.